# Seznam ameriških rock glasbenikov
Seznam ameriških rock glasbenikov.

## A
Juan Alderete -

## B
Todd Baechle - Bob Bryar - Bon Jovi

## C
Clarence Clemons - Alice Cooper - David Crosby

## F
Don Felder - Brandon Flowers - John Fogerty -

## G
Rich Galichon - Steve George - Adam Goren - Charlie Gracie -

## H
Bill Haley - Tom Hamilton - Dale Hawkins - Don Henley - Buddy Holly - 

## I
John Idan - Frank Iero -

## J
Jeff Cloud - Billy Joel - John Wesley (kitarist) - Johnnie Johnson (glasbenik) - Janis Joplin -

## K
Joey Kramer - Lenny Kravitz -

## L
Jerry Lee Lewis (1935-2022) - Lydia Lunch

## M
Marilyn Manson - Matt Mahaffey - Dave Matthews - Megan McCauley - Alan Merrill - Mike Mahaffey - Steve Miller (glasbenik) - Shawn Mullins - 

## O
Roy Orbison

## P
Matt Pelissier - Carl Perkins - Katy Perry - Sam Phillips (pevec) - Iggy Pop - John Popper - Elvis Presley -

## R
Bonnie Raitt - Lou Reed - Jonathan Richman -

## S
Carlos Santana - Bob Seger - Stephan Smith -

## W
Gerard Way - Mikey Way - Brad Whitford - Richard Wright - Steve Wynn (pisec pesmi) -

## Z
Frank Zappa -